# Стягуваний простір

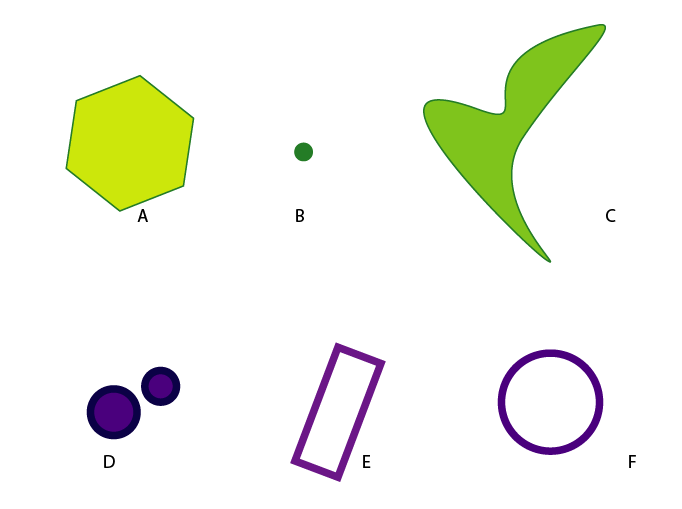
Простори A, B, і C є стягуваним; простори D, E, і F не є стягуваними.

Стягуваний простір — топологічний простір, гомотопно еквівалентний точці. Ця умова рівнозначна тому, що тотожне відображення на {\displaystyle X} є гомотопним постійному.
Локально стягуваний простір — топологічний простір, кожна точка якого має базу з стягуваних околів. Еквівалентно якщо для кожної точки {\displaystyle x\in X} і довільної відкритої підмножини {\displaystyle V\ni x} простору {\displaystyle X}, існує відкрита множина {\displaystyle U\ni x} така що {\displaystyle U\subseteq V} і {\displaystyle U} є стягуваним простором у топології індукованій від {\displaystyle X}.

## Властивості
- Простір {\displaystyle X} є стягуваним тоді і тільки тоді, коли існує {\displaystyle x_{0}\in X} таке, що {\displaystyle \{x_{0}\}} — деформаційний ретракт простору {\displaystyle X}.
- Стягуваний простір завжди є однозв'язним; обернене твердження, в загальному випадку, не є правильним, стягуваність є сильнішим обмеженням, ніж однозв'язність.
- Будь-яке неперервне відображення стягуваних просторів є гомотопною еквівалентністю. Два будь-яких неперервних відображень довільного простору в стягуваний простір є гомотопно еквівалентними; навпаки якщо два будь-які неперервні відображення в з деякого простору в {\displaystyle X} є гомотопно еквівалентними, то {\displaystyle X} — стягуваний простір.
- Конус {\displaystyle \mathrm {C} X} для даного простору {\displaystyle X} — стягуваний простір, таким чином, будь-який простір {\displaystyle X} може бути вкладеним в стягуваний простір і відповідно не кожен підпростір стягуваного простору є стягуваним. Крім того, {\displaystyle X} є стягуваним тоді і тільки тоді, коли існує ретракція {\displaystyle \mathrm {C} X\to X}.

## Приклади і контрприклади

- Прикладами стягуваних просторів є {\displaystyle n} — вимірний дійсний простір {\displaystyle \mathbb {R} ^{n}}, довільна опукла підмножина евклідового простору, зокрема - {\displaystyle n}-вимірна куля.

- Сфера в нескінченновимірному гільбертовому просторі є стягуваною, але при цьому {\displaystyle n}-вимірні сфери не є стягуваними. Будь-яке неперервне відображення {\displaystyle n} -вимірної сфери в стягуваний простір можна неперервно продовжити на {\displaystyle n+1} -мірну куля.

- Інші приклади стягуюваних просторів — многовид Ваайтхеда (тривимірний многовид, не гомеоморфний {\displaystyle \mathbb {R} ^{3}}), многовид Мазура (чотиривимірний гладкий многовид з краєм, що не є дифеоморфним чотиривимірній кулі).

- Всі многовиди і CW-комплекси є локально стягуваними, але не є стягуваними в загальному випадку.
- Локально стягувані простори не обов'язково є стягуваними. Прикладом є така підмножина  {\displaystyle Y\subset \mathbb {R} ^{2}} з індукованою топологією: {\displaystyle Y=\bigcup _{n\in \mathbb {N} }\{1/n\}\times [0,1]\bigcup \{0\}\times [0,1]\bigcup [0,1]\times \{0\}} (див графік справа).